# Gonzalo Zárate
Gonzalo Eulogio Zárate (Rosario, 6 agosto 1984) è un ex calciatore argentino, di ruolo attaccante.

## Carriera

### Club
Nell'estate del 2007 passa al Kriens, che lo gira subito in prestito al Grasshoppers, dove Zárate esordirà il 23 agosto 2007. Il 18 maggio 2010 passa al Salisburgo. Il 13 luglio 2010 segna il suo primo gol con la sua nuova squadra, in Champions League, rete grazie alla quale il Salisburgo si qualifica per il turno successivo. Il 30 agosto 2012 passa allo Young Boys. Il 20 settembre debutta con i nuovi compagni in Europa League nella sconfitta per 3-5 contro il Liverpool, partita in cui segna il gol del momentaneo 3-2 per la sua squadra.

## Palmarès

### Club

#### Competizioni nazionali
- Campionato austriaco: 1

Red Bull Salisburgo: 2011-2012
- Coppa d'Austria: 1

Red Bull Salisburgo: 2011-2012
- Coppa del Liechtenstein: 1

Vaduz: 2016-2017